# Adriana Méndez
Adriana Daniela Méndez Justiniano (Santa Cruz de la Sierra, Bolivia; 8 de mayo de 1993) es una reina de belleza, modelo y presentadora de televisión boliviana.
Adriana Méndez nació el 8 de mayo de 1993 en la ciudad de Santa Cruz de la Sierra. Comenzó sus estudios escolares en 1999, saliendo bachiller el año 2010 del colegio Bautista Boliviano-Brasileño.
Cabe mencionar que Adriana Méndez es hija del pandillero Víctor Hugo Mendez Stelzer (miembro de la peligrosa comparsa T La Clavo), cuya comparsa radica en Santa Cruz y fue conformada en la década de 1990 por jóvenes fisiculturistas pero pandilleros sin oficio. Pues cabe recordar que su padre fue acusado y sentenciado por la justicia boliviana por haber matado a una señorita tarijeña en el carnaval cruceño del año 2002. De la misma manera y tres años más tarde, Victor Hugo Mendez (padre de Adriana) moriría también en una balacera protagonizada entre comparsas pandilleras, en el carnaval del año 2005.
Adriana Méndez, ingresó a la televisión boliviana como conductora del programa UNE TU PROMO transmitido por el canal Megavisión (un canal regional del Departamento de Santa Cruz). Realizó también cursos de teatro. En febrero de 2019, Adriana comenzaba a prepararse para representar a Bolivia en el certamen de belleza Reina de Las Américas llevada a cabo en Cartagena, Colombia. Viajó a esa ciudad donde permaneció entre el 5 de marzo y el 12 de marzo de 2019. 
El 27 de abril de 2019, Adriana Méndez fue arrestada por la policía boliviana por tener claros indicios de vinculación con el narcotraficante Pedro Montenegro Paz (buscado en Brasil y Bolivia por narcotráfico). Cabe mencionar, que Adriana había realizado viajes a la ciudad de Cartagena, Colombia en donde se la observa fotografiada con el mencionado narcotraficante, además de haber conversado 17 veces (llamadas) con Montenegro y hospedarse en el mismo hotel que él.
Cuando la policía la arrestó, confisco también sus bienes patrimoniales que Adriana Méndez Justiniano no supo explicar como los había conseguido. Entre esos bienes se encontraba 3 automoviles, televisores y varios electrodomésticos en un condominio de la ciudad de Santa Cruz de la Sierra.